# 杉本慶子
杉本 慶子（すぎもと けいこ）は、日本の生物学者。理化学研究所環境資源科学研究センター細胞機能研究チームリーダー、東京大学大学院理学系研究科生物科学専攻教授、日本学術会議会員。PhD（オーストラリア国立大学）。

## 人物・経歴
広島県府中市出身。薬草に興味があり富山医科薬科大学（現富山大学）医学部にも合格していたが、より広く学ぼうと考えて1993年国際基督教大学教養学部理学科卒業。在学中の3年次にはカリフォルニア大学デービス校に交換留学した。その後東京大学大学院の大隅良典研究室にも合格していたが、悩んだ末1995年大阪大学大学院理学研究科修士課程修了。1995年からオーストラリア国立大学植物科学専攻博士課程に進学し、2000年にPhDを取得した。
2000年から2003年までジョン・イネス・センターにて博士研究員として植物細胞のサイズ制御に関する遺伝学的研究に従事。2003年から2005年まで同センターにて日本学術振興会海外特別研究員を務めた後、2005年から2007年まで同センターのグループリーダーとして研究を推進した。2007年に帰国し、理化学研究所植物科学研究センター細胞機能研究ユニットのユニットリーダーに着任。
2012年より理化学研究所環境資源科学研究センター細胞機能研究チームのチームリーダー。2016年からは東京大学大学院理学系研究科生物科学専攻の教授を兼任。2009年から2016年までは東北大学大学院農学研究科客員准教授も務めた。2021年には欧州分子生物学機構（EMBO）のアソシエイトメンバーに選出され、2023年には日本学術会議会員に任命された。専門は基礎生物学。

## 受賞歴
- 2005年 BBSRC David Philips Fellowship[4]
- 2010年 日本植物生理学会奨励賞[4]
- 2021年 EMBOアソシエイトメンバー[4]
- 2022年 木原記念財団学術賞[4]